# 実況パワフルサッカー
『実況パワフルサッカー』（じっきょうパワフルサッカー）は、コナミデジタルエンタテインメントより配信されたスマートフォン向けゲームアプリ。2016年12月7日サービス開始。基本プレイ無料（アイテム課金制）。
『実況パワフルプロ野球』シリーズの派生作品。略称は『パワサカ』。
2024年9月30日をもってサービスを終了した。

## 概要
オリジナルのサッカー選手を育成し、作成するサクセスモードが搭載されている基本無料、アイテム課金型のアプリゲーム。なお、家庭用ゲーム用としてのリリースはされていない。
『パワプロアプリ』との世界観は同一であり、パワプロアプリに登場するパワフル高校と天空中央高校がサクセスシナリオの舞台であったり、聖ライカー学院のプロローグでも太平楽高校などのパワプロアプリで登場した高校名が記載されている。

## ゲームシステム

### イベキャラ
本作はパワプロアプリとほぼ同様のイベントデッキシステムを採用している。
キャラはパワプロシリーズから一新されているが、パワプロの矢部明雄にあたるキャラとして彼とそっくりな「矢部坂秀人」が存在するほか、コラボレーションとして一部のキャラがイベキャラとして登場しており、天空中央高校シナリオではパワプロの天空中央高校に登場する虹谷姉弟が野球部員としてシナリオ中に登場する。
実在のサッカー選手およびチーム、漫画・アニメとのコラボレーションもたびたび行われている。パワプロでは実在選手とのコラボは個人単位のみだが、パワサカでは主にサッカークラブや代表チームとのコラボとして複数の人物が同時に登場している。
本作の主人公（パワプロくん）は赤いヘアバンドがトレードマークで、野球帽で髪が隠れているパワプロくんとは異なり後ろに流れた茶色の髪が露わな姿になっている。前述の矢部坂も、同様に野球帽姿がデフォルトな矢部とは異なり髪が露わである。

### 選手・試合
選手のステータスはオフェンス、ディフェンス、パワー、スピード、テクニック、スタミナの6つで、それに加えてパワプロと同様の特殊能力・超特殊能力制度を採用している。また、1選手につき最大1つ保持する「スタイル」が存在し、「攻撃的GK」「ボックストゥボックス」「デコイラン」といった形で、特定のポジションにおけるプレイスタイルを規定する。スタイルはサクセスにおいてはイベキャラのイベントによって入手できる。
選手のポジションはGK、DF(CB・SB)、MF(DMF・LMF・RMF・CMF・OMF)、FW(CF・ST・LWG・RWG)という内容で分類されており、ポジション適性がない・低いと大幅にステータスが減少する。選手ごとにサブポジションも存在し、サクセスでは経験点を使えばすべてのポジションに適性を得ることも可能。
試合では、「ピンチ・チャンスのみ操作」として、カーソルを相手ゴールの任意の位置に移動してタイミングを合わせて放つシュート、特定の位置にカーソルおよびタイミングを合わせるセービング、加えてフリーキック・コーナーキックのキック先を決める操作のみを行うのがスタンダードなものとなっているが、モードによっては一般的なアクションサッカーゲームに近い形でドリブル・ランニングの操作をするよう選択することもできる。カスタム設定によって任意の操作をCPUに任せることもでき、それによってすべての操作をCPUに任せることもできる。
パワサカならではの超特殊能力として「ドライブシュート」「火の玉シュート」といった「必殺シュート」が存在し、調子に応じて時間経過で増加するゲージが最大になった状態で、位置関係などの条件を満たし、シュート判定に成功すると演出つきの強力なシュートを放つことができる。各シュートごとに、特殊な軌道を描くものだけでなく、GKが驚いて無反応になる、セービングしたGKや進路上のフィールドプレイヤーを突き抜けてゴールに向かうといった効果がある。また、スライディングやクロス、ドリブルにも固有の演出が行われる超特殊能力が存在する。

### サクセス
アドベンチャーゲームで選手を育成するメインモード。高校サッカーが舞台となる。
1週1ターンの約1年間というスケジュールはパワプロアプリと同様だが、大会スケジュールの違いから、2年生の1月1週からスタートし、進級して同年12月から翌年1月の全国大会で終了という期間設定となっている。

### スタジアム
オリジナルのチームを作成して、他のプレイヤーのチームと試合をするモード。「パワフルスタジアム」と「パワマッチスタジアム」が存在する。

#### パワフルスタジアム
勝利するごとにポイントが累積するランク形式で、一定期間ごとにシーズンが設定されており、シーズン終了ごとにリセットされてその時点での数値ごとに一定のランクダウンが行われる。
当初は『ホーム/アウェイ』制として他プレイヤーとのオンラインマッチングで同時にホーム戦のみをプレイして勝敗を決めるものであったが、アップデートによりオンラインマッチング仕様はなくなり、ホーム戦のみの結果で勝敗が決まるようになった。試合結果に応じてスタジアムメダルとガチャPが獲得できる。

#### パワマッチスタジアム
前述のオンラインマッチングによる対戦機能を受け継いだスタジアム。勝敗によって増減するレート制。フレンドを指定して対戦することもできる。